# Stromateus stellatus
Stromateus stellatus är en fiskart som beskrevs av Cuvier 1829. Stromateus stellatus ingår i släktet Stromateus och familjen Stromateidae. IUCN kategoriserar arten globalt som livskraftig. Inga underarter finns listade i Catalogue of Life.